# Gol de plata

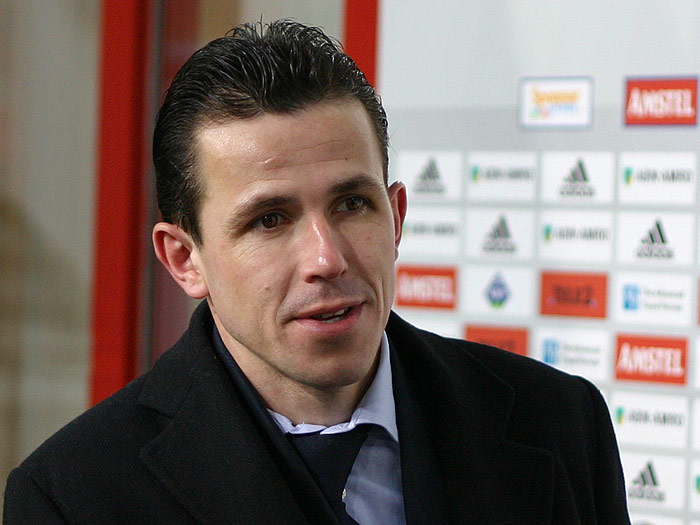
Tomáš Galásek fue el autor del primer gol de plata en la historia. Ocurrió en la tercera ronda previa de clasificación de la Champions League 2003-2004, cuando su equipo el Ajax derrotó al GAK.

El gol de plata fue un método para determinar el ganador de un partido de fútbol que termina empatado después del tiempo reglamentario y los equipos van a prórroga o tiempo extra. 
La diferencia con el gol de oro es que en el caso del gol de oro el partido finaliza inmediatamente al marcar el gol, sin embargo en el gol de plata el partido continua hasta finalizar la parte de la prórroga en que se hubiera marcado (es decir, se juegan los 15 minutos enteros que le correspondería a la mitad de la prórroga en la que se hubiera marcado). Obviamente, el gol de plata solo se distingue de una prórroga "normal" si se anota en la primera mitad de la prórroga, ya que si se anotara en la segunda su duración total sería la misma que la de una prórroga "normal" (15 minutos + 15 minutos), pero si se anota en la primera mitad y el otro equipo no fuera capaz de empatar solo se jugarían 15 minutos de la prórroga, sin llegar a jugarse la segunda mitad.

## Historia
Tras las críticas al uso del gol de oro, la UEFA y la IFAB propusieron la creación de este sistema. Al igual que el gol de oro, se jugaría una prórroga de dos períodos de 15 minutos. En caso de la anotación de un gol durante uno de los períodos, el partido se terminaría al final de este tiempo. Así, si se anotaba un gol durante los primeros 15 minutos del tiempo extra, se debería terminar de jugar este período, otorgando al equipo en desventaja la posibilidad de remontar el marcador. En caso de que pasados los dos tiempos no se rompa el empate, el ganador se define mediante una definición por penales.
Si en caso el gol de plata fuese anotado en el primer tiempo suplementario, este seguía jugándose hasta que se cumpla el tiempo de su finalización, en caso de que el equipo en desventaja no hubiese empatado el marcador, el partido se daba por concluido. Este tipo de gol sólo estuvo disponible en el primer tiempo suplementario.
Este método tuvo mucho menos impacto que el gol de oro, pues sólo se utilizó en algunos partidos de competiciones internacionales europeas. Al igual que el gol de oro, el gol de plata fue abolido tras celebrarse la Euro 2004.

## Ejemplos del gol de plata
El 27 de agosto de 2003, el club neerlandés Ajax se clasificó para la fase de grupos de la UEFA Champions League 2003-04 gracias al gol de plata contra el club austríaco Grazer AK después de que los dos partidos terminaron 1-1 cada uno después de 90 minutos. En la prórroga, el Ajax pudo aprovechar la expulsión de dos jugadores de GAK cuando Tomáš Galásek marcó de penalti en el minuto 103.
Menos de un año después, el 1 de julio de 2004, Galásek también estaría en el campo cuando el gol de plata apareció en el único partido competitivo importante que se decidió por un gol de plata: el de la semifinal de la Eurocopa 2004 entre Grecia y la República Checa. Sin embargo, el gol de plata eliminaría a la República Checa ya que Traianos Dellas marcó para Grecia tras un tiro de esquina en los dos últimos segundos del primer tiempo de la prórroga. Además de ser el único gol de plata jamás visto en un partido de selecciones, también fue el único gol que Dellas anotó en su carrera internacional.